# 三敬
三敬是指冰敬、炭敬和別敬，也就是夏天有冰敬，冬天有炭敬，出京则有别敬，是清朝官場的陋規。
冰敬是外官在夏季馈赠京官的银钱，蓋因地方官多在夏季時以替京官購冰消暑降溫為名而來。炭敬是春節時期地方官給京官（京城的官员）的賀禮，又稱節敬。別敬是由被召見進京的地方官向京官道別時的一種饋贈。《官场现形记》第三回就提到：“后来这位藩台大人出京的时候，还教长班送了他四两银子的别敬。”清末名宦张集馨多次外任大吏，就花了不少别敬。
清朝各级官俸偏低，大部分京官养家都成问题，還窮於應付無日無之的大小宴會，因此京官需要額外的生财途径，让外官从灰色收入中取出一部分來分享，也就是冰敬、炭敬与别敬。清末名臣馮桂芬說：“大小京官，莫不仰給於外官之別敬、炭敬、冰敬。”曾國藩本人同樣也接受“炭敬”，道光二十一年正月，曾國藩接受程玉樵送别敬十二两，罗苏溪送炭资十两，李石梧送炭资十六两，但仍難以為生。赵烈文提到第一次见到曾国藩的印象是“所衣不过练帛，冠靴敝旧”。曾氏外放直隶总督時，回京見老朋友也要致贈別敬，日记中多次提到“核别敬单”，“定别仪码”，“定分送各单”，給兒子曾紀澤的信裡又说：“余送别敬一万四千馀金，三江两湖五省全送，但不厚耳。”。
除三敬之外，官場還有所謂的“赠敬”、“妝敬”、“瓜敬”（時令季節送水果）等。不管如何，三敬終究不是合法的款帳，實際上都是陋规，但積習既久，查不勝查。惇亲王奕誴主张严查“炭敬”、“节敬”、“别敬”等變相贿赂，翁同龢等人則表示反對，最后，慈禧太后對此不予追究。